# Nikki Blonsky
Nicole Margaret Blonsky (ur. 9 listopada 1988 w Great Neck w stanie Nowy Jork, USA) – amerykańska aktorka i piosenkarka pochodzenia polskiego, amerykańskiego i żydowskiego. Znana przede wszystkim z roli Tracy Turnblad w filmie Lakier do włosów, który jest adaptacją musicalu Johna Watersa pod tym samym tytułem.

## Filmy
| Rok  | Tytuł                 | Rola           | Uwagi                       |
| ---- | --------------------- | -------------- | --------------------------- |
| 2007 | Lakier do włosów      | Tracy Turnblad | Nominowana do Złotego Globu |
| 2008 | Królowa XXL           | Maggie Baker   |                             |
| 2008 | Harold                | Rhonda         |                             |
| 2010 | Czekając na wieczność | Dolores        |                             |
| 2010 | Lakier do włosów 2    | Tracy Turnblad | w planach                   |

## Seriale
| Rok  | Tytuł          | Rola       | Uwagi     |
| ---- | -------------- | ---------- | --------- |
| 2006 | Brzydula Betty | Teri       | gościnnie |
| 2010 | Huge           | Wilhelmina |           |